# Charles Jean-Baptiste Amyot
Pour les articles homonymes, voir Amyot.
Charles Jean-Baptiste Amyot, de son prénom usuel Jean-Baptiste, né le 23 septembre 1799 à Vandeuvre et mort le 13 octobre 1866 à Paris, est un juriste et entomologiste français.

## Biographie
Orphelin de père, il est recueilli par un riche marchand, voisin de l’entomologiste Jean Guillaume Audinet-Serville (1775-1858). Devenu ami, Audinet-Serville lui conseille de se spécialiser dans les hémiptères, ordre alors délaissé par les spécialistes.
Devenu avocat en 1822, il continue ses travaux entomologiques. Bien que président de la Société entomologique de France, Jean-Baptiste Amyot soutient avec difficulté sa classification mononymique au point où les membres de la Société le condamnent à ne jamais être membre d’honneur.
Amyot s’intéresse également à l’entomologie appliquée et consacre plusieurs publications aux insectes nuisibles et aux moyens de les combattre.

## Œuvres
- Histoire naturelle des insectes Hémiptères (in collab. con Audinet-Serville). Librairie Encyclopédique Roret. Paris, 1843.
- Entomologie française. Rynchotes. Méthode mononimique. Annales de la Société entomologique de France, 1845.
- Idem; éditions J.-B. Baillière. Librairie de l'Académie Royale. Paris, 1848.